# Ann-Katrin Berger
Ann-Katrin Berger (født 9. oktober 1990) er en kvindelig tysk fodboldspiller, der spiller målvogter for engelske Chelsea i FA Women's Super League og Tysklands kvindefodboldlandshold.
Hun har tidligere spillet for topklubber som tyske 1. FFC Turbine Potsdam, franske Paris Saint-Germain og engelske Birmingham City, før skiftet til Chelsea i januar 2019. Hun blev første gang indkaldt af landstræner Martina Voss-Tecklenburg til det tyske A-landshold i november 2020.
Hun er kærester med sin engelske holdkammerat i Chelsea Jessica Carter.